# Oscar/Bester Dokumentarfilm
Die Seite listet sämtliche Filme, die für den Oscar für den besten Dokumentarfilm nominiert waren bzw. diese Auszeichnung erhielten. Die Filme sind nach ihrem Produktionsjahr aufgeführt, bei der Oscarverleihung 2005 wurde also die beste Produktion des Jahres 2004 ausgezeichnet. Ausgezeichnet wird zwar immer der Dokumentarfilm an sich, den Oscar bekommt aber in der Regel der Produzent bzw. die Produktionsfirma.

## Rekorde
| Statistik                                           |                                                                          |
| Am häufigsten honorierte/r Produzent/in             | Walt Disney (4 Siege)                                                    |
| Am häufigsten nominierte/r Produzent/in             | Charles Guggenheim (10 Nominierungen)                                    |
| Am häufigsten nominierte Produktionsfirma ohne Sieg | The March of Time und United States Army Air Forces (je 4 Nominierungen) |

## 1943–1949
| Jahr | Preisträger                                                       | für den Film                              | Nominierungen |
| ---- | ----------------------------------------------------------------- | ----------------------------------------- | --- |
| 1943 | United States Navy                                                | Schlacht um Midway (The Battle of Midway) | The March of Time für Africa, Prelude to Victory United States Army Signal Corps für Combat Report Frederic Ullman junior für Conquer by the Clock Walt Disney für The Grain That Built a Hemisphere United States Department of Agriculture für Henry Browne, Farmer National Film Board of Canada für High Over the Borders The Netherlands Information Bureau für High Stakes in the East National Film Board of Canada für Inside Fighting China United States Office of War Information für It’s Everybody’s War British Ministry of Information für Listen to Britain Belgian Ministry of Information für Little Belgium Victor Stoloff, Edgar Loew, für Little Isles of Freedom United States Office of War Information für Mister Gardenia Jones United States Office of War Information für Mr. Blabbermouth! Walt Disney für The New Spirit William H. Pine für Paramount Victory Short No. T2-3: The Price of Victory William C. Thomas für We Refuse to Die United States Merchant Marine für A Ship Is Born British Ministry of Information für Twenty-One Miles Concanen Films für The White Eagle United States Army Air Forces für Winning Your Wings |
| 1943 | United States Army Special Services                               | Vorspiel zum Krieg (Prelude to War)       | The March of Time für Africa, Prelude to Victory United States Army Signal Corps für Combat Report Frederic Ullman junior für Conquer by the Clock Walt Disney für The Grain That Built a Hemisphere United States Department of Agriculture für Henry Browne, Farmer National Film Board of Canada für High Over the Borders The Netherlands Information Bureau für High Stakes in the East National Film Board of Canada für Inside Fighting China United States Office of War Information für It’s Everybody’s War British Ministry of Information für Listen to Britain Belgian Ministry of Information für Little Belgium Victor Stoloff, Edgar Loew, für Little Isles of Freedom United States Office of War Information für Mister Gardenia Jones United States Office of War Information für Mr. Blabbermouth! Walt Disney für The New Spirit William H. Pine für Paramount Victory Short No. T2-3: The Price of Victory William C. Thomas für We Refuse to Die United States Merchant Marine für A Ship Is Born British Ministry of Information für Twenty-One Miles Concanen Films für The White Eagle United States Army Air Forces für Winning Your Wings |
| 1943 | Australian News and Information Bureau                            | Kokoda Front Line!                        | The March of Time für Africa, Prelude to Victory United States Army Signal Corps für Combat Report Frederic Ullman junior für Conquer by the Clock Walt Disney für The Grain That Built a Hemisphere United States Department of Agriculture für Henry Browne, Farmer National Film Board of Canada für High Over the Borders The Netherlands Information Bureau für High Stakes in the East National Film Board of Canada für Inside Fighting China United States Office of War Information für It’s Everybody’s War British Ministry of Information für Listen to Britain Belgian Ministry of Information für Little Belgium Victor Stoloff, Edgar Loew, für Little Isles of Freedom United States Office of War Information für Mister Gardenia Jones United States Office of War Information für Mr. Blabbermouth! Walt Disney für The New Spirit William H. Pine für Paramount Victory Short No. T2-3: The Price of Victory William C. Thomas für We Refuse to Die United States Merchant Marine für A Ship Is Born British Ministry of Information für Twenty-One Miles Concanen Films für The White Eagle United States Army Air Forces für Winning Your Wings |
| 1943 | Artkino Pictures                                                  | Moscow Strikes Back                       | The March of Time für Africa, Prelude to Victory United States Army Signal Corps für Combat Report Frederic Ullman junior für Conquer by the Clock Walt Disney für The Grain That Built a Hemisphere United States Department of Agriculture für Henry Browne, Farmer National Film Board of Canada für High Over the Borders The Netherlands Information Bureau für High Stakes in the East National Film Board of Canada für Inside Fighting China United States Office of War Information für It’s Everybody’s War British Ministry of Information für Listen to Britain Belgian Ministry of Information für Little Belgium Victor Stoloff, Edgar Loew, für Little Isles of Freedom United States Office of War Information für Mister Gardenia Jones United States Office of War Information für Mr. Blabbermouth! Walt Disney für The New Spirit William H. Pine für Paramount Victory Short No. T2-3: The Price of Victory William C. Thomas für We Refuse to Die United States Merchant Marine für A Ship Is Born British Ministry of Information für Twenty-One Miles Concanen Films für The White Eagle United States Army Air Forces für Winning Your Wings |
| 1944 | British Ministry of Information                                   | Desert Victory                            | United States Army für Baptism of Fire United States Department of War Special Service Division für The Battle of Russia United States Army Pictorial Service für Report from the Aleutians United States Office of Strategic Services Field Photographic Bureau für War Department Report |
| 1945 | United States Navy                                                | The Fighting Lady                         | United States Army Air Forces für Resisting Enemy Interrogation |
| 1946 | The Governments of Great Britain and the United States of America | The True Glory                            | United States Army Air Forces für The Last Bomb |
| 1947 | nicht verliehen                                                   |                                           | |
| 1948 | Sid Rogell, Theron Warth und Richard Fleischer                    | Design for Death                          | United States Department of State Office of Information and Educational Exchange für Journey Into Medicine Paul Rotha für The World Is Rich |
| 1949 | Orville O. Dull                                                   | The Secret Land                           | Janice Loeb für Einer von den Stillen (The Quiet One) |
| 1950 | Crown Film Unit                                                   | Daybreak in Udi                           | Paul F. Heard für Kenji Comes Home |

## 1951–1960
| Jahr | Preisträger           | für den Film                               | Nominierungen |
| ---- | --------------------- | ------------------------------------------ | --- |
| 1951 | Robert Snyder         | The Titan: Story of Michelangelo           | Jack Arnold und Lee Goodman für With These Hands |
| 1952 | Olle Nordemar         | Kon-Tiki                                   | Bryan Foy für Ich war FBI Mann M.C. (I Was a Communist for the FBI) |
| 1953 | Irwin Allen           | The Sea Around Us                          | Dore Schary für The Hoaxters Hall Bartlett für Navajo |
| 1954 | Walt Disney           | Die Wüste lebt (The Living Desert)         | John Taylor, Leon Clore und Grahame Tharp für Die Bezwingung des Everest (The Conquest of Everest) Castleton Knight für Eine Königin wird gekrönt (A Queen Is Crowned) |
| 1955 | Walt Disney           | Wunder der Prärie (The Vanishing Prairie)  | Guy Glover für The Stratford Adventure |
| 1956 | Nancy Hamilton        | Helen Keller in Her Story                  | René Risacher für Crèvecœur |
| 1957 | Jacques-Yves Cousteau | Die schweigende Welt (Le monde du silence) | The Government Film Committee of Denmark für Wo die Berge segeln (Hvor bjergene sejler) Louis Clyde Stoumen für The Naked Eye                                          |
| 1958 | Jerome Hill           | Albert Schweitzer                          | Lionel Rogosin für On the Bowery Manuel Barbachano Ponce für Torero |
| 1959 | Ben Sharpsteen        | Weiße Wildnis (White Wilderness)           | James Carr für Quer durch die Antarktis (Antarctic Crossing) Robert Snyder für The Hidden World Nathan Zucker für Psychiatric Nursing                                  |
| 1960 | Bernhard Grzimek      | Serengeti darf nicht sterben               | David L. Wolper für The Race for Space |

## 1961–1970
| Jahr | Preisträger                  | für den Film                                                  | Nominierungen |
| ---- | ---------------------------- | ------------------------------------------------------------- | --- |
| 1961 | Larry Lansburgh              | The Horse with the Flying Tail                                | Robert D. Fraser für Rebel in Paradise |
| 1962 | Arthur Cohn und René Lafuite | Nur Himmel und Dreck (Le ciel et la boue)                     | Istituto Nazionale Luce, Comitato Organizzatore Del Giochi Della XVII Olimpiade für Die großen Spiele (La grande olimpiade) |
| 1963 | Louis Clyde Stoumen          | Black Fox: The True Story of Adolf Hitler                     | Hugo Niebeling für Alvorada – Aufbruch in Brasilien |
| 1964 | Robert Hughes                | Robert Frost: A Lover’s Quarrel with the World                | Marshall Flaum für The Yanks Are Coming Paul de Roubaix für Le maillon et la chaîne |
| 1965 | Jacques-Yves Cousteau        | Welt ohne Sonne (Le monde sans soleil)                        | Jean Aurel für Nacht über Europa: 14–18 (14-18) Bert Haanstra für Zwölf Millionen (Alleman) Jack Le Vien für Stunden des Ruhms – Winston Churchills Leben und Werk (The Finest Hours) Mel Stuart für Vier Tage im November (Four Days in November) |
| 1966 | Sidney Glazier               | The Eleanor Roosevelt Story                                   | Laurence E. Mascott für The Battle of the Bulge… The Brave Rifles Peter Woosnam-Mills für The Forth Road Bridge Marshall Flaum für Let My People Go: The Story of Israel Frédéric Rossif für Sterben für Madrid (Mourir à Madrid)                  |
| 1967 | Peter Watkins                | The War Game                                                  | Alfred R. Kelman für The Face of Genius Peter Jones, Tom Daly für Helicopter Canada Alexander Grasshoff für Eine wahrlich große Familie (The Really Big Family) Haroun Tazieff für Lava – Abenteuer in vulkanischen Tiefen (Le Volcan interdit)    |
| 1968 | Pierre Schœndœrffer          | 2. Kompanie, 1. Zug, Vietnam 1966 (Le section Anderson)       | Murray Lerner für Festival! Newport Folk Festival 1963-1966 (Festival) Carroll Ballard für Harvest Jack Le Vien für A King’s Story William C. Jersey für A Time for Burning                                                                        |
| 1969 | Bill McGaw                   | Journey Into Self                                             | James Blue für A Few Notes on Our Food Problem William Cayton für Legendary Champions David H. Sawyer für Other Voices |
| 1970 | Bernard Chevry               | Die Musik – mein Leben (L’amour de la vie – Artur Rubinstein) | Robert K. Sharpe für Before the Mountain Was Moved Emile de Antonio für In the Year of the Pig Comite Organizador de los Juegos de la XIX Olimpiada für Olimpiada en México Irwin Rosten für The Wolf Men                                          |

## 1971–1980
| Jahr | Preisträger                                   | für den Film                                                                                | Nominierungen |
| ---- | --------------------------------------------- | ------------------------------------------------------------------------------------------- | --- |
| 1971 | Bob Maurice                                   | Woodstock                                                                                   | Harald Reinl für Erinnerungen an die Zukunft Jim Jacobs für Jack Johnson Ely Landau für Dann war mein Leben nicht umsonst – Martin Luther King (King: A Filmed Record… Montgomery to Memphis) David H. Vowell für Say Goodbye                                                                            |
| 1972 | Walon Green                                   | Die Hellstrom Chronik (The Hellstrom Chronicle)                                             | Alan Landsburg für Alaska Wilderness Lake Marcel Ophüls für Das Haus nebenan – Chronik einer französischen Stadt im Kriege (Le chagrin et la pitié) Bruce Brown für Teufelskerle auf heißen Feuerstühlen (On Any Sunday) Lennart Ehrenborg, Thor Heyerdahl für Ra                                        |
| 1973 | Sarah Kernochan und Howard Smith              | Marjoe                                                                                      | Bert Haanstra für Fressen und gefressen werden (Bij de beesten af) Marvin Worth, Arnold Perl für Malcolm X Robert Hendrickson, Laurence Merrick für Manson Eckehard Munck für The Silent Revolution |
| 1974 | Kieth Merrill                                 | The Great American Cowboy                                                                   | John D. Goodell für Always a New Beginning Alexander Grasshoff für Journey to the Outer Limits Bengt von zur Mühlen für Schlacht um Berlin Gertrude Ross Marks, Edmund Penney für Walls of Fire |
| 1975 | Peter Davis und Bert Schneider                | Hearts and Minds                                                                            | Judy Collins, Jill Godmilow für Antonia: A Portrait of the Woman Herbert Kline für The Challenge… A Tribute to Modern Art Jacquot Ehrlich, David Bergman, Haim Gouri für Der 81. Schlag (Ha-Makah Hashmonim V’Echad) Natalie R. Jones, Eugene S. Jones für The Wild and the Brave                        |
| 1976 | F. R. Crawley, James Hager und Dale Hartleben | Schußfahrt vom Mount Everest (The Man Who Skied Down Everest)                               | Walter F. Parkes, Keith F. Critchlow für The California Reich Glen Pearcy für Fighting for Our Lives Irwin Rosten für The Incredible Machine Shirley MacLaine für The Other Half of the Sky: A China Memoir                                                                                              |
| 1977 | Barbara Kopple                                | Harlan County U.S.A.                                                                        | James Gutman, David Helpern junior für Hollywood vor Gericht Michael Firth für Off the Edge Anthony Howarth, David Koff für People of the Wind Donald Brittain, Robert A. Duncan für Volcano: An Inquiry Into the Life and Death of Malcolm Lowry                                                        |
| 1978 | John Korty, Dan McCann und Warren Lockhart    | Die DeBolts und ihre 19 Kinder (Who Are the DeBolts? And Where Did They Get Nineteen Kids?) | Robert Dornhelm, Earle Mack für The Children of Theatre Street Bill Brind, Torben Schioler, Tony Ianzelo für High Grass Circus Harry Rasky für Homage to Chagall: The Colours of Love Jim Klein, Julia Reichert, Miles Mogulescu für Union Maids                                                         |
| 1979 | Arnold Shapiro                                | Scared Straight!                                                                            | Alan Root für Mysterious Castles of Clay Jean-Pierre Dutilleux, Luiz Carlos Saldanha für Raoni Albert Lamorisse für Bode Saba – Wind der Wüste (Le vent des amoureux) Anne Bohlen, Lyn Goldfarb, Lorraine Gray für Mit Baby und Banner (With Babies and Banners: Story of the Women’s Emergency Brigade) |
| 1980 | Ira Wohl                                      | Guter Junge (Best Boy)                                                                      | David A. Vassar für Generation on the Wind Paul Cowan, Jacques Bobet für Going the Distance Steve Singer, Tom Priestley für The Killing Ground Glenn Silber, Barry Alexander Brown für The War at Home                                                                                                   |

## 1981–1990
| Jahr | Preisträger                        | für den Film                                                                        | Nominierungen |
| ---- | ---------------------------------- | ----------------------------------------------------------------------------------- | --- |
| 1981 | Murray Lerner                      | Von Mao zu Mozart – Isaac Stern in China (From Mao to Mozart: Isaac Stern in China) | Ross Spears für Agee Jon Else für The Day After Trinity David Bradbury für Front Line Bengt von zur Mühlen, Arthur Cohn für Der gelbe Stern – Die Judenverfolgung 1933–1945 |
| 1982 | Arnold Schwartzman und Marvin Hier | Genocide                                                                            | Suzanne Bauman, Paul Neshamkin, Jim Burroughs für Against Wind and Tide: A Cuban Odyssey Ken Burns für Brooklyn Bridge Mary Benjamin, Susanne Simpson, Boyd Estus für Eight Minutes to Midnight: A Portrait of Dr. Helen Caldicott Glenn Silber, Teté Vasconcellos für El Salvador: Another Vietnam                      |
| 1983 | John Zaritsky                      | Ein Student ist verschwunden (Just Another Missing Kid)                             | Sturla Gunnarsson, Steve Lucas für After the Axe Michel Chalufour, John Karol für Ben’s Mill Meg Switzgable für In Our Water Joseph Wishy für A Portrait of Giselle |
| 1984 | Emile Ardolino                     | He Makes Me Feel Like Dancin’                                                       | Richard Kotuk, Ara Chekmayan für Children of Darkness Robin Anderson, Bob Connolly für First Contact Michael Bryans, Tina Viljoen für The Profession of Arms Jim Klein, Julia Reichert für Seeing Red |
| 1985 | Rob Epstein und Richard Schmiechen | The Times of Harvey Milk                                                            | Charles Guggenheim, Nancy Sloss für High Schools Alex W. Drehsler, Frank Christopher für In the Name of the People Karel Dirka, Zev Braun für Marlene Cheryl McCall für Streetwise |
| 1986 | Maria Florio und Victoria Mudd     | Broken Rainbow                                                                      | Susana Blaustein Muñoz, Lourdes Portillo für Die Mütter der Plaza del Mayo (Las madres de la Plaza de Mayo) Japhet Asher für Vietnam-Veteranen: Soldiers in Hiding (Soldiers in Hiding) Ken Burns, Buddy Squires für The Statue of Liberty Steven Okazaki für Unfinished Business                                        |
| 1987 | Brigitte Berman                    | Artie Shaw: Time Is All You’ve Got                                                  | David Bradbury für Chile: Hasta Cuando? Kirk Simon, Amram Nowak für Isaac in America: A Journey with Isaac Bashevis Singer Sharon I. Sopher für Witness to Apartheid |
| 1987 | Joseph Feury und Milton Justice    | Down and Out in America                                                             | David Bradbury für Chile: Hasta Cuando? Kirk Simon, Amram Nowak für Isaac in America: A Journey with Isaac Bashevis Singer Sharon I. Sopher für Witness to Apartheid |
| 1988 | Aviva Slesin                       | The Ten-Year Lunch                                                                  | Callie Crossley, James A. DeVinney für Eyes on the Prize John Junkerman, John W. Dower für Hellfire: A Journey from Hiroshima Robert Stone für Radio Bikini Barbara Herbich, Cyril Christo für A Stitch for Time |
| 1989 | Marcel Ophüls                      | Hôtel Terminus: Zeit und Leben des Klaus Barbie (Hôtel Terminus)                    | Robert Bilheimer, Ronald Mix für The Cry of Reason: Beyers Naude – An Afrikaner Speaks Out Bruce Weber, Nan Bush für Let’s Get Lost Ginny Durrin für Promises to Keep Christine Choy, Renee Tajima-Peña für Who Killed Vincent Chin?                                                                                     |
| 1990 | Rob Epstein und Bill Couturié      | Common Threads: Stories from the Quilt                                              | Richard Kilberg, Yvonne Smith für Adam Clayton Powell Vince DiPersio, William Guttentag für Crack USA: County Under Siege Al Reinert, Betsy Broyles Breier für For All Mankind – Ein großer Schritt für die Menschheit (For All Mankind) Judith Leonard, Bill Jersey für Super Chief: The Life and Legacy of Earl Warren |

## 1991–2000
| Jahr | Preisträger                       | für den Film                                                  | Nominierungen |
| ---- | --------------------------------- | ------------------------------------------------------------- | --- |
| 1991 | Barbara Kopple und Arthur Cohn    | American Dream                                                | Mark Kitchell für Berkeley in the Sixties – Die Geburt der 68er Bewegung (Berkeley in the ’60s) Mark Mori, Susan Robinson für Building Bombs Judith Montell für Forever Activists: Stories from the Veterans of the Abraham-Lincoln-Brigade Robert Hillmann, Eugene Corr für Waldo Salt: A Screenwriter’s Journey               |
| 1992 | Allie Light und Irving Saraf      | Im Schatten der Stars (In the Shadow of the Stars)            | Vince DiPersio, Bill Guttentag für Death on the Job Alan Raymond, Susan Raymond für Doing Time: Life Inside the Big House Hava Kohav Beller für Das ruhelose Gewissen (The Restless Conscience) Lawrence R. Hott, Diane Garey für Wild by Law                                                                                   |
| 1993 | Barbara Trent und David Kasper    | The Panama Deception                                          | David Haugland für Changing Our Minds: The Story of Dr. Evelyn Hooker Sally Dundas für Das Flammenmeer von Kuwait (Fires of Kuwait) William Miles, Nina Rosenblum für Liberators: Fighting on Two Fronts in World War II Margaret Smilow, Roma Baran für Musik: Bernard Herrmann (Music for the Movies: Bernard Herrmann)       |
| 1994 | Susan Raymond und Alan Raymond    | I Am a Promise: The Children of Stanton Elementary School     | David Paperny, Arthur Ginsberg für The Broadcast Tapes of Dr. Peter Susan Todd, Andrew Young für Children of Fate: Life and Death in a Sicilian Family David Collier, Betsy Thompson für For Better or for Worse Chris Hegedus, D. A. Pennebaker für Die Kommandozentrale (The War Room)                                        |
| 1995 | Freida Lee Mock und Terry Sanders | Maya Lin: A Strong Clear Vision                               | Charles Guggenheim für D-Day Remembered Deborah Hoffmann für Complaints of a Dutiful Daughter Connie Field, Marilyn Mulford für Freedom on My Mind Jean Bach für A Great Day in Harlem |
| 1996 | Jon Blair                         | Anne Frank – Zeitzeugen erinnern sich (Anne Frank Remembered) | Michael Epstein, Thomas Lennon für Die Schlacht um Citizen Kane (The Battle Over Citizen Kane) Mike Tollin, Fredric Golding für Hank Aaron: Chasing the Dream Allan Miller, Walter Scheuer für Small Wonders Jeanne Jordan, Steven Ascher für Troublesome Creek – Ein Western der anderen Art (Troublesome Creek: A Midwestern) |
| 1997 | Leon Gast und David Sonenberg     | When We Were Kings                                            | Susan W. Dryfoos für The Line King: The Al Hirschfeld Story Jo Menell, Angus Gibson für Mandela Anne Belle, Deborah Dickson für Suzanne Farrell: Elusive Muse Rick Goldsmith für Tell the Truth and Run: George Seldes and the American Press                                                                                   |
| 1998 | Marvin Hier und Richard Trank     | Ins Gelobte Land (The Long Way Home)                          | Spike Lee, Sam Pollard für Vier kleine Mädchen (4 Little Girls) Michael Paxton für Ayn Rand: A Sense of Life Michèle Ohayon, Julia Schachter für Colors Straight Up Dan Gifford, William Gazecki für Waco: The Rules of Engagement                                                                                              |
| 1999 | James Moll und Kenneth Lipper     | Die letzten Tage (The Last Days)                              | Matthew Diamond, Jerry Kupfer für Dancemaker Jonathan Stack, Liz Garbus für Die Farm Robert B. Weide für Lenny Bruce: Swear to Tell the Truth Barbara Sonneborn, Janet Cole für Wir bedauern, Ihnen mitteilen zu müssen (Regret to Inform)                                                                                      |
| 2000 | Kevin Macdonald und Arthur Cohn   | Ein Tag im September (One Day in September)                   | Wim Wenders, Ulrich Felsberg für Buena Vista Social Club Roko Belic, Adrian Belic für Genghis Blues Nanette Burstein, Brett Morgen für On the Ropes Paola di Florio, Lilibet Foster für Speaking in Strings |

## 2001–2010
| Jahr | Preisträger                                  | für den Film                                                                                                | Nominierungen |
| ---- | -------------------------------------------- | --- | --- |
| 2001 | Mark Jonathan Harris und Deborah Oppenheimer | Kindertransport – In eine fremde Welt (Into the Arms of Strangers: Stories of the Kindertransport)          | Tod Lending für Der lange Weg aus der Dunkelheit (Long Night’s Journey Into Day) Deborah Hoffmann, Frances Reid für Legacy Daniel Anker, Barak Goodman für Scottsboro: An American Tragedy Josh Aronson, Roger Weisberg für Sound and Fury |
| 2002 | Jean-Xavier de Lestrade, Denis Poncet        | Ein Mörder nach Maß (Un coupable idéal)                                                                     | Edet Belzberg für Asphaltkinder in Bukarest (Children Underground) Susan Froemke, Deborah Dickson für Lalee’s Kin: The Legacy of Cotton Justine Shapiro, B. Z. Goldberg für Hass und Hoffnung – Kinder im Nahostkonflikt (Promises) Christian Frei für War Photographer |
| 2003 | Michael Moore und Michael Donovan            | Bowling for Columbine                                                                                       | Gail Dolgin, Vicente Franco für Wiedersehen in Vietnam – Auf den Spuren einer Kindheit (Daughter from Danang) Jacques Perrin für Nomaden der Lüfte – Das Geheimnis der Zugvögel (Le peuple migrateur) Malcolm Clarke, Stuart Sender für Kurt Gerron – Gefangen im Paradies (Prisoner of Paradise) Jeffrey Blitz, Sean Welch für Spellbound                                                                                              |
| 2004 | Errol Morris und Michael Williams            | The Fog of War                                                                                              | Carles Bosch, Josep Maria Domènech für Balseros – Kubanische Träume vom Glück (Balseros) Andrew Jarecki, Marc Smerling für Capturing the Friedmans Nathaniel Kahn, Susan Rose Behr für My Architect Sam Green, Bill Siegel für The Weather Underground |
| 2005 | Zana Briski und Ross Kauffman                | Im Bordell geboren – Kinder im Rotlichtviertel von Kalkutta (Born Into Brothels: Calcutta’s Red Light Kids) | Luigi Falorni, Byambasuren Davaa für Die Geschichte vom weinenden Kamel Morgan Spurlock für Super Size Me Lauren Lazin, Karolyn Ali für Tupac: Resurrection Kirby Dick, Eddie Schmidt für Twist of Faith |
| 2006 | Luc Jacquet und Yves Darondeau               | Die Reise der Pinguine (La marche de l’empereur)                                                            | Hubert Sauper für Darwins Alptraum Alex Gibney, Jason Kliot für Enron: The Smartest Guys in the Room Henry-Alex Rubin, Dana Adam Shapiro für Murderball Marshall Curry für Street Fight |
| 2007 | Davis Guggenheim                             | Eine unbequeme Wahrheit (An Inconvenient Truth)                                                             | Amy Berg, Frank Donner für Erlöse uns von dem Bösen (Deliver Us from Evil) James Longley, Yahya Sinno für Iraq in Fragments Heidi Ewing, Rachel Grady für Jesus Camp Laura Poitras, Jocelyn Glatzer für Irak – Mein fremdes Land (My Country, My Country) |
| 2008 | Alex Gibney und Eva Orner                    | Taxi zur Hölle (Taxi to the Dark Side)                                                                      | Charles H. Ferguson, Audrey Marrs für No End In Sight – Invasion der Amateure? Richard E. Robbins für Operation Homecoming: Writing the Wartime Experience Michael Moore, Meghan O’Hara für Sicko Andrea Nix Fine, Sean Fine für War/Dance |
| 2009 | James Marsh und Simon Chinn                  | Man on Wire – Der Drahtseilakt (Man on Wire)                                                                | Ellen Kuras, Thavisouk Phrasavath für The Betrayal – Nerakhoon Werner Herzog, Henry Kaiser für Begegnungen am Ende der Welt (Encounters at the End of the World) Scott Hamilton Kennedy für The Garden Tia Lessin, Carl Deal für Trouble the Water |
| 2010 | Louie Psihoyos und Fisher Stevens            | Die Bucht (The Cove)                                                                                        | Anders Østergaard, Lise Lense-Møller für Burma VJ – Berichte aus einem verschlossenen Land (Burma VJ: Reporter i et lukket land) Robert Kenner, Elise Pearlstein für Food, Inc. Judith Ehrlich, Rick Goldsmith für Der gefährlichste Mann in Amerika – Daniel Ellsberg und die Pentagon-Papiere (The Most Dangerous Man in America: Daniel Ellsberg and the Pentagon Papers) Rebecca Cammisa für Kinder auf der Flucht (Which Way Home) |

## 2011–2020
| Jahr | Preisträger                                                        | für den Film                   | Nominierungen |
| ---- | ------------------------------------------------------------------ | ------------------------------ | --- |
| 2011 | Charles H. Ferguson und Audrey Marrs                               | Inside Job                     | Banksy, Jaimie D’Cruz für Exit Through the Gift Shop Josh Fox, Trish Adlesic für Gasland Tim Hetherington, Sebastian Junger für Restrepo – Die blutige Wahrheit des Krieges Lucy Walker, Angus Aynsley für Waste Land                                                                                |
| 2012 | T. J. Martin, Dan Lindsay und Richard Middlemas                    | Ungeschlagen (Undefeated)      | Danfung Dennis, Mike Lerner für Hell and Back Again Marshall Curry, Sam Cullman für If a Tree Falls: A Story of the Earth Liberation Front Joe Berlinger, Bruce Sinofsky für Paradise Lost 3: Purgatory Wim Wenders, Gian-Piero Ringel für Pina                                                      |
| 2013 | Malik Bendjelloul und Simon Chinn                                  | Searching for Sugar Man        | Emad Burnat, Guy Davidi für 5 Broken Cameras Dror Moreh, Philippa Kowarsky, Estelle Fialon für Töte zuerst (The Gatekeepers) David France und Howard Gertler für AIDS – Kampf ums Leben Kirby Dick, Amy Ziering für The Invisible War                                                                |
| 2014 | Morgan Neville, Gil Friesen und Caitrin Rogers                     | 20 Feet from Stardom           | Joshua Oppenheimer, Signe Byrge Sørensen für The Act of Killing Zachary Heinzerling, Lydia Dean Pilcher für Cutie and the Boxer Richard Rowley, Jeremy Scahill für Schmutzige Kriege – Dirty Wars (Dirty Wars) Jehane Noujaim, Karim Amer für The Square                                             |
| 2015 | Laura Poitras, Mathilde Bonnefoy und Dirk Wilutzky                 | Citizenfour                    | John Maloof, Charlie Siskel für Finding Vivian Maier Rory Kennedy, Keven McAlester für Last Days in Vietnam Wim Wenders, Juliano Ribeiro Salgado, David Rosier für Das Salz der Erde (The Salt of the Earth) Orlando von Einsiedel, Joanna Natasegara für Virunga                                    |
| 2016 | Asif Kapadia und James Gay-Rees                                    | Amy                            | Matthew Heineman und Tom Yellin für Cartel Land Joshua Oppenheimer und Signe Byrge Sørensen für The Look of Silence Liz Garbus, Amy Hobby und Justin Wilkes für What Happened, Miss Simone? Jewgeni Afinejewski und Den Tolmor für Winter on Fire: Ukraine’s Fight for Freedom                       |
| 2017 | Ezra Edelman und Caroline Waterlow                                 | O. J. Simpson: Made in America | Ava DuVernay, Spencer Averick und Howard Barish für Der 13. (The 13th) Raoul Peck, Rémi Grellety und Hébert Peck für I Am Not Your Negro Roger Ross Williams und Julie Goldman für Life, Animated Gianfranco Rosi und Donatella Palermo für Seefeuer                                                 |
| 2018 | Bryan Fogel und Dan Cogan                                          | Ikarus (Icarus)                | Steve James, Mark Mitten und Julie Goldman für Abacus: Small Enough to Jail Agnès Varda, JR und Rosalie Varda für Augenblicke: Gesichter einer Reise Feras Fayyad, Kareem Abeed und Søren Steen Jespersen für Die letzten Männer von Aleppo Yance Ford und Joslyn Barnes für Strong Island           |
| 2019 | Elizabeth Chai Vasarhelyi, Jimmy Chin, Evan Hayes und Shannon Dill | Free Solo                      | RaMell Ross, Joslyn Barnes und Su Kim für Hale County, Tag für Tag Bing Liu und Diane Quon für Minding the Gap Talal Derki, Ansgar Frerich, Eva Kemme und Tobias N. Siebert für Of Fathers and Sons – Die Kinder des Kalifats Betsy West und Julie Cohen für RBG – Ein Leben für die Gerechtigkeit   |
| 2020 | Steven Bognar, Julia Reichert und Jeff Reichert                    | American Factory               | Feras Fayyad, Kirstine Barfod und Sigrid Dyekjær für Klinik im Untergrund – The Cave Petra Costa, Joanna Natasegara, Shane Boris und Tiago Pavan für Am Rande der Demokratie Waad al-Kateab und Edward Watts für Für Sama Ljubomir Stefanov, Tamara Kotevska und Atanas Georgiev für Land des Honigs |

## 2021–2030
| Jahr | Preisträger                                                              | für den Film                                                     | Nominierungen |
| ---- | ------------------------------------------------------------------------ | ---------------------------------------------------------------- | --- |
| 2021 | Pippa Ehrlich James Reed Craig Foster                                    | Mein Lehrer, der Krake (My Octopus Teacher)                      | Alexander Nanau und Bianca Oana für Kollektiv – Korruption tötet Maite Alberdi und Marcela Santibáñez für Der Maulwurf – Ein Detektiv im Altersheim Nicole Newnham, Jim LeBrecht und Sara Bolder für Sommer der Krüppelbewegung Garrett Bradley, Lauren Domino und Kellen Quinn für Time                    |
| 2022 | David Dinerstein Robert Fyvolent Joseph Patel Ahmir „Questlove“ Thompson | Summer of Soul (…Or, When the Revolution Could Not Be Televised) | Jessica Kingdon, Kira Simon-Kennedy und Nathan Truesdell für Ascension Traci A. Curry und Stanley Nelson für Attica Monica Hellström, Charlotte de La Gournerie, Jonas Poher Rasmussen und Signe Byrge Sørensen für Flee Sushmit Ghosh und Rintu Thomas für Writing with Fire                               |
| 2023 | Daniel Roher Odessa Rae Diane Becker Melanie Miller Shane Boris          | Nawalny (Navalny)                                                | Shaunak Sen, Aman Mann, Teddy Leifer für All That Breathes Laura Poitras, Howard Gertler, John Lyons, Nan Goldin, Yoni Golijov für All the Beauty and the Bloodshed Sara Dosa, Shane Boris, Ina Fichman für Fire of Love Simon Lereng Wilmont, Monica Hellström für A House Made of Splinters               |
| 2024 | Raney Aronson-Rath Mstyslaw Tschernow Michelle Mizner                    | 20 Tage in Mariupol                                              | John Battsek, Moses Bwayo und Christopher Sharp für Bobi Wine: The People’s President David Oppenheim, Nisha Pahuja und Cornelia Principe für To Kill a Tiger Kaouther Ben Hania und Nadim Cheikhrouha für Olfas Töchter Maite Alberdi für Die unendliche Erinnerung                                        |
| 2025 | Yuval Abraham Basel Adra Hamdan Ballal Rachel Szor                       | No Other Land                                                    | Hanna Aqvilin, Shiori Itō und Eric Nyari für Black Box Diaries Brendan Bellomo, Slava Leontyev, Paula DuPré Pesmen und Aniela Sidorska für Porcelain War Rémi Grellety, Johan Grimonprez und Daan Milius für Soundtrack to a Coup d’Etat Emily Kassie, Julian Brave NoiseCat und Kellen Quinn für Sugarcane |